# Myrioblephara xanthozonea
Myrioblephara xanthozonea är en fjärilsart som beskrevs av George Francis Hampson 1907. Myrioblephara xanthozonea ingår i släktet Myrioblephara och familjen mätare. Inga underarter finns listade i Catalogue of Life.